# Попович Дмитро Петрович
Дмитро Петрович Попович (14 лютого 1906, село Боронява, Австро-Угорщина, тепер Хустського району Закарпатської області — 26 лютого 1989, місто Ужгород Закарпатської області) — український радянський діяч, заступник голови Закарпатського облвиконкому. Депутат Верховної Ради УРСР 2—4-го скликань. Член Ревізійної Комісії КП(б)У в 1949—1952 р.

## Біографія
Народився в багатодітній селянській родині. Закінчив народну школу в селі Бороняві. З 14 років працював на будівельних роботах на приватних підприємствах, лісорозробках, на залізниці, де прилучився до революційного руху.
Член Комуністичної партії Чехословаччини (КПЧ) з 1928 року.
За рішенням ЦК КПЧ у 1928 році був направлений до СРСР на навчання до радянської партійної школи у місті Києві. Повернувшись на Закарпаття, працював на комуністичній партійній роботі, організовував страйки та демонстрації у місті Хусті. У 1936 році його було обрано делегатом VII з'їзду КПЧ у Празі.
За комуністичну діяльність кілька разів був засуджений до тюремного ув'язнення та концтабору. До 1945 року перебував у Шопронському концентраційному таборі в Угорщині. У 1945 році повернувся на Закарпаття.
У вересні 1945—1946 року — голова Берегівського окружного народного комітету Закарпаття.
У 1946—1951 роках — 1-й секретар Берегівського окружного комітету КП(б)У Закарпатської області. У 1948 році закінчив однорічні партійні курси при Вищій партійній школи ЦК ВКП(б) у Москві.
У 1951—1958 роках — заступник голови виконавчого комітету Закарпатської обласної ради депутатів трудящих.
У 1958—1962 роках — завідувач відділу організованого набору робітників і переселення виконавчого комітету Закарпатської обласної ради депутатів трудящих.
У 1962—1976 роках — завідувач архівного відділу виконавчого комітету Закарпатської обласної ради депутатів трудящих.
З 1976 року — на пенсії в місті Ужгороді. Автор книги «Крізь тортури».

## Нагороди
- орден Леніна (23.01.1948)
- орден «Знак Пошани»
- медалі
- Почесна грамота Президії Верховної Ради Української РСР (24.06.1965)